# Ла-Гранд (тауншип, Миннесота)
Ла-Гранд (англ. La Grand) — тауншип в округе Дуглас, Миннесота, США. На 2000 год его население составило 4056 человек.

## География
По данным Бюро переписи населения США площадь тауншипа составляет 85,2 км², из которых 68,4 км² занимает суша, а 16,9 км² — вода (19,78 %).

## Демография
По данным переписи населения 2000 года здесь находились 4056 человек, 1528 домохозяйств и 1231 семья.  Плотность населения —  59,3 чел./км².  На территории тауншипа расположено 1813 построек со средней плотностью 26,5 построек на один квадратный километр. Расовый состав населения: 99,21 % белых, 0,07 % афроамериканцев, 0,07 % коренных американцев, 0,39 % азиатов, 0,02 % — других рас США и 0,22 % приходится на две или более других рас. Испанцы или латиноамериканцы любой расы составляли 0,20 % от популяции тауншипа.
Из 1528 домохозяйств в 33,8 % воспитывались дети до 18 лет, в 74,0 % проживали супружеские пары, в 4,5 % проживали незамужние женщины и в 19,4 % домохозяйств проживали несемейные люди. 15,4 % домохозяйств состояли из одного человека, при том 7,5 % из — одиноких пожилых людей старше 65 лет. Средний размер домохозяйства — 2,65, а семьи — 2,95 человека.
25,1 % населения младше 18 лет, 7,5 % в возрасте от 18 до 24 лет, 24,7 % от 25 до 44, 27,5 % от 45 до 64 и 15,2 % старше 65 лет. Средний возраст — 40 лет. На каждые 100 женщин приходилось 102,6 мужчин.  На каждые 100 женщин старше 18 приходилось 103,2 мужчин.
Средний годовой доход домохозяйства составлял 52 500 долларов, а средний годовой доход семьи —  56 303 доллара. Средний доход мужчин —  36 723  доллара, в то время как у женщин — 24 213. Доход на душу населения составил 20 837 долларов. За чертой бедности находились 3,6 % семей и 4,4 % всего населения тауншипа, из которых 6,6 % младше 18 и 1,3 % старше 65 лет.